# Trust Merchant Bank
De Trust Merchant Bank of TMB, is een onafhankelijke commerciële bank gevestigd in de Democratische Republiek Congo (DRC), met maatschappelijke zetel in Lubumbashi. De bank begon zijn activiteiten in 2004. De TMB baat alle sectoren van de plaatselijke bankmarkt uit, met inbegrip van bankdiensten voor particulieren en voor kleine en middelgrote ondernemingen, commerciële bankdiensten en microkrediet.
De bank wordt geregeld door de Banque Centrale du Congo en is een lid van de Association Congolaise des Banques.

## Overzicht
De Trust Merchant Bank is een van de grootste banken in de DRC zoals gemeten volgens eigen vermogen, totale activa en omzet. Op 31 december 2015 overschreden de totale activa de 620 miljoen US$, wat overeenkomt met ongeveer 10% van de totale bankactiva in de DRC. De TMB is lid van het SWIFT interbank netwerk (TRMSCD3L) en ook een vooraanstaand lid van MasterCard en VISA.

## Kenmerken van de bank
De Trust Merchant Bank heeft verschillende unieke kenmerken:
- De TMB was de eerste instelling die microkrediet bankdiensten heeft ingevoerd in de DRC.
- De Bank is aanwezig in alle provincies van de DRC.
- Zij is de enige bank die haar hoofdzetel elders heeft dan in de hoofdstad Kinshasa.
- In twee provincies van de DRC is zij de enige instelling die bankdiensten aanbiedt, namelijk Bandundu en Maniema.

## Netwerk van bijkantoren
De Trust Merchant Bank baat in tien van de elf provincies van de DRC bijkantoren uit met volledige dienstverlening, met filialen op de volgende plaatsen:
- Bandundu-Ville
- Beni
- Bunia
- Butembo
- Bukavu (verschillende kantoren)
- Fungurume
- Gbadolite
- Gemena
- Goma (verschillende kantoren)
- Kalemie
- Kamina
- Kananga
- Kasumbalesa
- Kenge
- Kilwa
- Kindu
- Kinshasa (verschillende kantoren)
- Kisangani
- Kolwezi
- Likasi
- Lodja
- Lubumbashi (verschillende kantoren)
- Matadi
- Mbandaka
- Mbanza-Ngungu
- Mbuji-Mayi
- Mwene-Ditu
- Muanda
- Uvira

De bank heeft ook een vertegenwoordigend kantoor in Brussel..
De Trust Merchant Bank is de enige bank in de DRC die bijkantoren uitbaat binnen een aantal MONUSCO vestigingen verspreid over het hele land, onder andere in Kisangani en Bunia.

## Prijzen
In 2010 heeft de TMB Citibank's "Prijs" voor buitengewone klantendienst gewonnen. In 2011, 2012, 2013, 2014, 2015, heeft EMEA Finance de prijs voor de beste bank in de Democratische Republiek Kongo aan de TMB toegekend. Die twee zelfde jaren was de bank finalist in de categorie Beste lokale bank in Afrika van The African Bankers Awards.
TMB werd tot Bank van het jaar in de Democratische Republiek Kongo uitgeroepen door The Banker. CFI (Capital Finance International) kende aan de bank drie prijzen toe in hetzelfde jaar : Beste Commerciële Bank van de DRK, Beste Populaire Bank van de DRK, en Buitengewone bijdrage aan de ontwikkeling van kleine en middelgrote bedrijven in Afrika.

## Le Monde des Flamboyants
Het regionale hoofdkantoor in Kinshasa herbergt Le Monde des Flamboyants, een tentoonstellingsgalerij met multipele doelstellingen.